# 오래된 만남 추구
《오래된 만남 추구》는 KBS 2TV에서 방영하였던 프로그램이다.

## 기획의도
인연 프로그램

## 출연진

### 1기
- 구본승
- 김숙
- 우희진
- 이영자
- 이재황
- 장서희
- 지상렬
- 황동주

### 2기
- 강세정
- 박은혜
- 박광재
- 신봉선
- 왁스
- 이기찬
- 이상준
- 이형철

### 3기
- 박광재
- 솔비
- 송병철
- 이켠
- 이규한
- 장소연
- 황보
- 홍자